# (73548) 2003 PM3
(73548) 2003 PM3 – planetoida z pasa głównego asteroid okrążająca Słońce w ciągu 4,53 lat w średniej odległości 2,74 j.a. Odkryta 2 sierpnia 2003 roku.